# Rustleria obscura
Rustleria obscura är en skalbaggsart som beskrevs av Christian Friedrich Stephan 1989. Rustleria obscura ingår i släktet Rustleria och familjen rovbarkbaggar. Inga underarter finns listade i Catalogue of Life.